# プライド (テレビドラマ)
『プライド』は、2004年1月12日より3月22日まで毎週月曜日21:00 - 21:54に、フジテレビ系「月9」枠で放送されたテレビドラマ。主演は木村拓哉。ハイビジョン制作。

## 概要
「氷上の格闘技」といわれるアイスホッケーに情熱を燃やす青年の奮闘をメインに、それに絡むOLとの恋愛模様、また選手との人間関係をリアルに描いた「スポ根（スポーツ根性モノ）ラブストーリー」という形を採用した。
主演は木村拓哉、ヒロインには竹内結子。木村拓哉演じる里中ハルのコーチに佐藤浩市、同じホッケーチームのメンバーに坂口憲二、市川染五郎、佐藤隆太。また女性陣は竹内結子演じる村瀬亜樹の同僚に中越典子、MEGUMI。

## キャスト

### 主要人物
里中 ハル（さとなか はる）
演 - 木村拓哉
実業団のアイスホッケーチーム・ブルースコーピオンズのキャプテン。ユニフォームに記載された名前は"HALU"。自身の生い立ちや、安西の「ホッケーをやっている間は女に本気になるな」との教えもあり、恋愛をゲームに見立てて真剣に人を愛そうとしない。亜樹に対しても最初はそうであったが、彼女が自分の求める「古き良き時代の女」ではと感じ、変わっていく。口癖は「maybe」。愛車はトヨタハイラックス。
夏川が帰国した事で亜樹とは別れるが、自分との関係を知った夏川から亜樹がDVを受けた事を知り、夏川を殴って逮捕される。その後、釈放されチームに復帰。
村瀬 亜樹（むらせ あき）
演 - 竹内結子
ブルースコーピオンズを擁する会社ブルーテクノインターナショナルのOL。仕事で渡米したまま2年間、何の音沙汰もない彼を待っている。
そんな彼女を見かねた百合と知佳から自社のホッケーチームの観戦に誘われ、その打ち上げでハルと知り合い、惹かれていく。「彼氏が戻ってくるまでの間」だけゲームのように交際しようというハルの提案に応じる。
その後、夏川が帰国した事でハルとは別れるが、留守中にハルと交際していた事を知られ、DVを受ける。

### ブルースコーピオンズの関係者
堀田 大和（ほった やまと）
演 - 坂口憲二
スコーピオンズのゴーリー（ゴールキーパー）。ハルの高校の後輩。見た目とはうらはらに、恋愛には超奥手。成り行き上、百合にお金持ちと思い込まれ、言い出せないまま百合と付き合う。たまたま亜樹と同じアパートに住んでおり、ハルの事をいろいろと伝える。バイク便のアルバイト中に事故で子供を死なせてしまった過去がある。デパートで百合との事で山本と揉めた際、誤って山本に突き飛ばされエスカレーターに転落、選手生命を左右するほどの重傷を負ってしまう。
池上 友則（いけがみ とものり）
演 - 市川染五郎
チームの副キャプテン。知佳と貧乏人だと嘘をついて付き合っている。社長とその愛人の子供で認知されていない。母親は社長である父親との関係を繋ぐために友則を産み、彼に対する愛はなかった。その罪悪感から友則には良い暮らしをさせ金も腐る程与えたが友則が欲しかったのは親からの愛情で、それが与えられる事はなかった。人から愛してもらいたかった友則は知り合う人々に金をばらまいた。しかし、彼らが欲しいのは金で、友則自身に興味が無い事を悟り、虚しさから暴走族に入るなど荒れた青春を過ごす。その後アイスホッケーに出会いスコーピオンズに入団。同期入団したハルと馬が合わずロッカールームで殴り合いの喧嘩をするも、殴り合う中でお互いを理解しあい、お互いの良き理解者になった。今ではハルとチームメイトの間に立ったり後輩をフォローしたりと副キャプテンとしてハルを支えている。学生にボコボコにされた時はチームに迷惑がかからないように退団して一人で殴り込みにいこうとしていた。また、ハル·大和の不在時にはチームメイトを励まし、勝ちにこだわるプレイで試合を引っ張ったが、熱くなりすぎて乱闘を起こしペナルティを食らった。軽いキャラを装っているがハルと同じくらい熱く、真っ直ぐなのが彼の本性なのかもしれない。ハル曰く「あいつは本物のアイスマン」。
島村 真琴（しまむら まこと）
演 - 佐藤隆太
スコーピオンズの選手。ハル・大和・友則の事をとても慕っている。
園田 冴子（そのだ さえこ）
演 - 滝沢沙織
スコーピオンズのマネージャー。新コーチの兵頭に想いを寄せる。
安西 健吾（あんざい けんご）
演 - 時任三郎（特別出演、第1話）
チームの元コーチで、ハルにとっては憧れの存在でもあった。病気で入院中であり、第1話で死去する。
安西 容子（あんざい ようこ）
演 - 石田ゆり子
健吾の妻。わたるという息子がいる。健吾を慕っていたハルから援助されたり、良き話し相手となったりもするが、「ずっと安西の事を思っていて欲しい」というハルの思いは、やや重く感じている。
兵頭 雄一郎（ひょうどう ゆういちろう）
演 - 佐藤浩市
健吾の元チームメイトで、スコーピオンズの新コーチ。海外での指導経験もあり優秀だが、いきなりハルに反発される。帰国した真の理由は、安西からハルの事を託されたからであり、自分が見られなかった、肉体の極限を超えたほんの一握りのプレーヤーだけが見られるという「氷の女神」をハルなら見られるのではないか、と関心を持ったからでもある。ハルをNHLに行かせたいと思っている。かつて容子と付き合っていた。

### 亜樹の同僚
相澤 百合（あいざわ ゆり）
演 - 中越典子
親が苦労した経験から恋愛ではお金を重視する。大和の事をお金持ちと思い込み付き合う。
石川 知佳（いしかわ ちか）
演 - MEGUMI
知り合ったその晩に持ち帰られてしまう軽い性格。友則と付き合う。

### その他
夏川 啓介（なつかわ けいすけ）
演 - 谷原章介
亜樹が2年間待っていた交際相手。設計の仕事でニューヨークに赴いたが、その後は何の連絡もよこさなかった。有名な建築デザインの賞を取った事で帰国し、亜樹の前に現れる。ハルとの関係を知り、暴力を振るう。
山本 玲志（やまもと れいじ）
演 - 山下徹大
昨年度優勝の強豪チーム「グリーンモンスター」のキャプテンでMVP。チームオーナーでもある大企業経営者の御曹司でもあり、ハルからは『御曹司』と呼ばれている。デパートで百合との事で大和と揉め、誤って大和を突き飛ばしてエスカレーターに転落させ大怪我を負わせてしまい、試合前にその事を知ったハルに暴行された。

### ゲスト
平田 真理子（ひらた まりこ）
演 - 水川あさみ（第4話）
大学生。合コンサークルのメンバー。妊娠したと嘘をつき、友則から金をせしめようとする。
江川 健（えがわ けん）
演 - 風間杜夫（第5話）
江川 京子（えがわ きょうこ）
演 - 山口美也子（第5話）
大和が事故で死なせてしまった子供の両親。
今泉 千恵子（いまいずみ ちえこ）
演 - 松坂慶子（特別出演、第6話）
ハルの母親。ハルが幼稚園児の頃に若い男と蒸発した。20数年ぶりにハルの前に現れるが、それは有名になったハルに金を無心するためだった。
加賀美 浩（かがみ ひろし）
演 - 新井浩文（第10話、最終話）
留置所でハルと出会う青年。最初は反発していたが、話をするうちにハルに魅入られ、生まれてくる子供に「ハル」と名付ける。

## スタッフ
- 脚本 - 野島伸司
- 演出 - 中江功、澤田鎌作、平井秀樹
- 音楽 - 吉俣良
- 企画・プロデュース - 大多亮
- プロデューサー - 杉尾敦弘、牧野正
- 制作著作 - フジテレビ

## 主題歌
- クイーン 『ボーン・トゥ・ラヴ・ユー』（東芝EMI）

劇中ではクイーンの曲が多数使用され、事実上のドラマ挿入歌集『ジュエルズ』が発売されるに至った。クイーンの数々の曲がリバイバル・ヒットし、日本におけるクイーン人気が再燃した。
また、『ジュエルズ』も、発売直後から予想以上のヒットとなり、ZARDなどを抑えてオリコン3週連続1位を獲得し、ミリオン・ヒット、さらにゴールドディスク大賞も受賞。本作のヒットから、同名のPV集も発売され、続編『ジュエルズII』も制作された。同時期のホンダ・モビリオのCMにも、「キラー・クイーン」が使用された。このように『ジュエルズ』は、クイーンの現役時代より、日本中でブームを巻き起こした。
なお、アイスホッケーを題材とした作品でクイーンの楽曲を使用したのは、映画『飛べないアヒル』（1992年）が先んじており、クライマックスのシーンなどで「伝説のチャンピオン」、「ウィ・ウィル・ロック・ユー」等が効果的に流れている。

## 放送日程
| 各話                                                       | 放送日        | サブタイトル       | 演出     | 視聴率 |
| ---------------------------------------------------------- | ------------- | ------------------ | -------- | ------ |
| 第1話                                                      | 2004年1月12日 | 愛と青春の絆       | 中江功   | 28.0%  |
| 第2話                                                      | 2004年1月19日 | 孤独に負けない強さ | 中江功   | 25.1%  |
| 第3話                                                      | 2004年1月26日 | 美しきリーダーの形 | 澤田鎌作 | 24.6%  |
| 第4話                                                      | 2004年2月02日 | 男の友情と女の意地 | 平井秀樹 | 23.6%  |
| 第5話                                                      | 2004年2月09日 | 心の傷             | 澤田鎌作 | 23.4%  |
| 第6話                                                      | 2004年2月16日 | 母へ               | 中江功   | 22.8%  |
| 第7話                                                      | 2004年2月23日 | 波乱               | 平井秀樹 | 22.6%  |
| 第8話                                                      | 2004年3月01日 | 悲劇               | 澤田鎌作 | 26.0%  |
| 第9話                                                      | 2004年3月08日 | 号泣               | 中江功   | 24.1%  |
| 第10話                                                     | 2004年3月15日 | 希望               | 澤田鎌作 | 24.9%  |
| 最終話                                                     | 2004年3月22日 | 愛という名の誇り   | 中江功   | 28.8%  |
| 平均視聴率 25.2%（視聴率は関東地区・ビデオリサーチ社調べ） |               |                    |          |        |

- 初回は21時 - 22時9分の15分拡大放送。
- 最終回は21時 - 22時24分の30分拡大放送。

## エピソード
- 出演者にアイスホッケーの指導を行った信田憲司は、「アイスホッケーの選手でも、だいたい1時間半の枠で練習するのが通常なんですが、ドラマのロケでは1日中氷の上にいることが普通でした。控室や休憩場所はもちろん用意されていたんですが、木村さんをはじめとしたキャストの方々は休みもそこそこに、ずっとスキルの練習をされていたのが印象的です」「現場にはホッケー経験者であるエキストラの方もたくさんいて、その方々が休憩しているときでも練習をしていました。朝の9時くらいから練習を始めて、夜の11時までずっと練習していたこともありました」とキャストのストイックさに驚いたことを明かしている。[1][2]
- ロケの行われた長野県では、このドラマ放送をアイスホッケー普及のチャンスとして普及活動に力が入れられた。{信濃毎日新聞の報道による}
- 主演の木村は真剣にハル役に入り込み、本格的な演技を追求するあまり背筋が痛くなったという。{女性週刊誌の報道による}
- アイスホッケーの撮影は、日光市の霧降アイスアリーナや新横浜プリンスホテルスケートリンク（現新横浜スケートリンク）や東伏見アイスアリーナで行われた。霧降の撮影でのエキストラを地元のアイスホッケーチーム「日光アイスバックス」の会員になることを条件に集めたところ、会員数が激増した。[要出典]
- 主演の木村は撮影中に、エキストラの女性にパックを直撃させるという人身事故を起こし、被害女性は「口唇裂傷・歯冠破折」と診断された。当初木村がファンサービスのために観客席にシュートを打ち込んだという報道＜週刊ゲンダイ＞がされたが、当時アイスホッケー初心者レベルであった木村が、リンクのフェンスを越えてパックを打ち込むという高等技術ができたとは到底考えがたく、実際には手で投げ入れたのではないかという話がアイスホッケー経験者の間で通説となった[注 2]。
- アイスマンというのはこのドラマからの造語であり、普通アイスホッケー選手をアイスマンとは呼ばない。ただし、このドラマ以降、自らをアイスマンと呼ぶ、特に初心者のホッケー選手が増えた。[要出典]
- 坂口にゴールキーパースキルをコーチングしたのは後に日本人初のNHL選手となった福藤豊選手（当時コクド）である。他にもキャストへのホッケーコーチングはコクド（後のSEIBUプリンスラビッツ→廃部）の選手が主体になって行われた。[要出典]
- 番組放送中に開催されたSEIBUプリンスラビッツ・王子製紙アイスホッケー部・日本製紙クレインズ・日光アイスバックス4チームからなる2日間のミニリーグはその後2008年まで毎年開催された。2008シーズンでSEIBUプリンスラビッツが廃部となりその後は開催されていない。[要出典]
- ロケに使われていた橋は横浜市港北区の横浜労災病院前にある人道橋である。[要出典]
- 劇中に登場したブルースコーピオンズのチームバスは浦和中央交通（さいたま市・2009年に経営破綻）が保有していた貸切車で、ロケにあたりラッピングを施して使用された。[要出典]
- 木村と竹内は2017年にTBSの「日曜劇場」枠で放送されたドラマ『A LIFE〜愛しき人〜』でも共演している。